# سورا (بویاکا)
سورا (انگلیسی: Sora, Boyacá) نام یک منطقه مسکونی در کلمبیا است.